# Bicqueley
Bicqueley és un municipi francès situat al departament de Meurthe i Mosel·la i a la regió del Gran Est. L'any 2007 tenia 898 habitants.

## Demografia

### Població
El 2007 la població de fet de Bicqueley era de 898 persones. Hi havia 330 famílies, de les quals 70 eren unipersonals (27 homes vivint sols i 43 dones vivint soles), 105 parelles sense fills, 143 parelles amb fills i 12 famílies monoparentals amb fills.
La població ha evolucionat segons el següent gràfic:
Habitants censats

### Habitatges
El 2007 hi havia 357 habitatges, 335 eren l'habitatge principal de la família, 4 eren segones residències i 18 estaven desocupats. 329 eren cases i 27 eren apartaments. Dels 335 habitatges principals, 270 estaven ocupats pels seus propietaris, 58 estaven llogats i ocupats pels llogaters i 7 estaven cedits a títol gratuït; 1 tenia una cambra, 14 en tenien dues, 33 en tenien tres, 74 en tenien quatre i 214 en tenien cinc o més. 248 habitatges disposaven pel capbaix d'una plaça de pàrquing. A 109 habitatges hi havia un automòbil i a 197 n'hi havia dos o més.

### Piràmide de població
La piràmide de població per edats i sexe el 2009 era:
| Homes | Edats   | Dones |
| ----- | ------- | ----- |
| 0     | 95 o +  | 0     |
| 4     | 90 a 94 | 0     |
| 0     | 85 a 89 | 0     |
| 8     | 80 a 84 | 4     |
| 8     | 75 a 79 | 20    |
| 8     | 70 a 74 | 16    |
| 24    | 65 a 69 | 16    |
| 16    | 60 a 64 | 16    |
| 12    | 55 a 59 | 20    |
| 36    | 50 a 54 | 24    |
| 32    | 45 a 49 | 32    |
| 28    | 40 a 44 | 28    |
| 44    | 35 a 39 | 36    |
| 28    | 30 a 34 | 32    |
| 28    | 25 a 29 | 24    |
| 12    | 20 a 24 | 20    |
| 12    | 15 a 19 | 24    |
| 36    | 10 a 14 | 12    |
| 32    | 5 a 9   | 48    |
| 44    | 0 a 4   | 20    |

## Economia
El 2007 la població en edat de treballar era de 603 persones, 445 eren actives i 158 eren inactives. De les 445 persones actives 405 estaven ocupades (212 homes i 193 dones) i 41 estaven aturades (26 homes i 15 dones). De les 158 persones inactives 74 estaven jubilades, 53 estaven estudiant i 31 estaven classificades com a «altres inactius».

### Ingressos
El 2009 a Bicqueley hi havia 335 unitats fiscals que integraven 926 persones, la mediana anual d'ingressos fiscals per persona era de 18.677,5 €.

### Activitats econòmiques
Dels 14 establiments que hi havia el 2007, 1 era d'una empresa alimentària, 3 d'empreses de fabricació d'altres productes industrials, 6 d'empreses de construcció, 1 d'una empresa de transport, 1 d'una empresa financera i 2 d'empreses de serveis.
Dels 4 establiments de servei als particulars que hi havia el 2009, 1 era un taller de reparació d'automòbils i de material agrícola, 2 guixaires pintors i 1 lampisteria.
L'únic establiment comercial que hi havia el 2009 era una fleca.
L'any 2000 a Bicqueley hi havia 3 explotacions agrícoles.

## Equipaments sanitaris i escolars
El 2009 hi havia una escola elemental.

## Poblacions més properes
El següent diagrama mostra les poblacions més properes.